# Thomas Lovejoy
Thomas Lovejoy   (Manhattan, 22 d'agost de 1941 - McLean, 25 de desembre de 2021) va ser un biòleg estatunidenc membre de la Fundació de Les Nacions Unides (United Nations Foundation) i professor universitari al departament d'Environmental Science and Policy de la Universitat George Mason. Va ser el primer a introduir el terme de diversitat biològica biological diversity l'any 1980.Biodiversity Chair

## Biografia
Lovejoy assistí a Millbrook School on treballà al zoològic, "The Trevor zoo"
Lovejoy, és un biòleg especialitzat en la zona tropical i en la conservació biològica, ha treballat a la Selva de l'Amazones brasilera des de 1965. Es va doctorar a la Universitat Yale.
Des de 1973 fins a 1987 va dirigir el programa de conservació de t World Wildlife Fund-U.S., i des de 1987 fins a 1998 treballà a la Smithsonian Institution a Washington, D.C.
El 31 d'octubre de 2012, Thomas Lovejoy va rebre el premi Blue Planet Prize